# Villalba de la Loma
Villalba de la Loma es un municipio de España, en la provincia de Valladolid, comunidad autónoma de Castilla y León. Tiene una superficie de 14,06 km² con una población de 47 habitantes y una densidad de 3,34 hab/km².

## Geografía humana

### Demografía
Cuenta con una población de 58 habitantes (INE 2024).

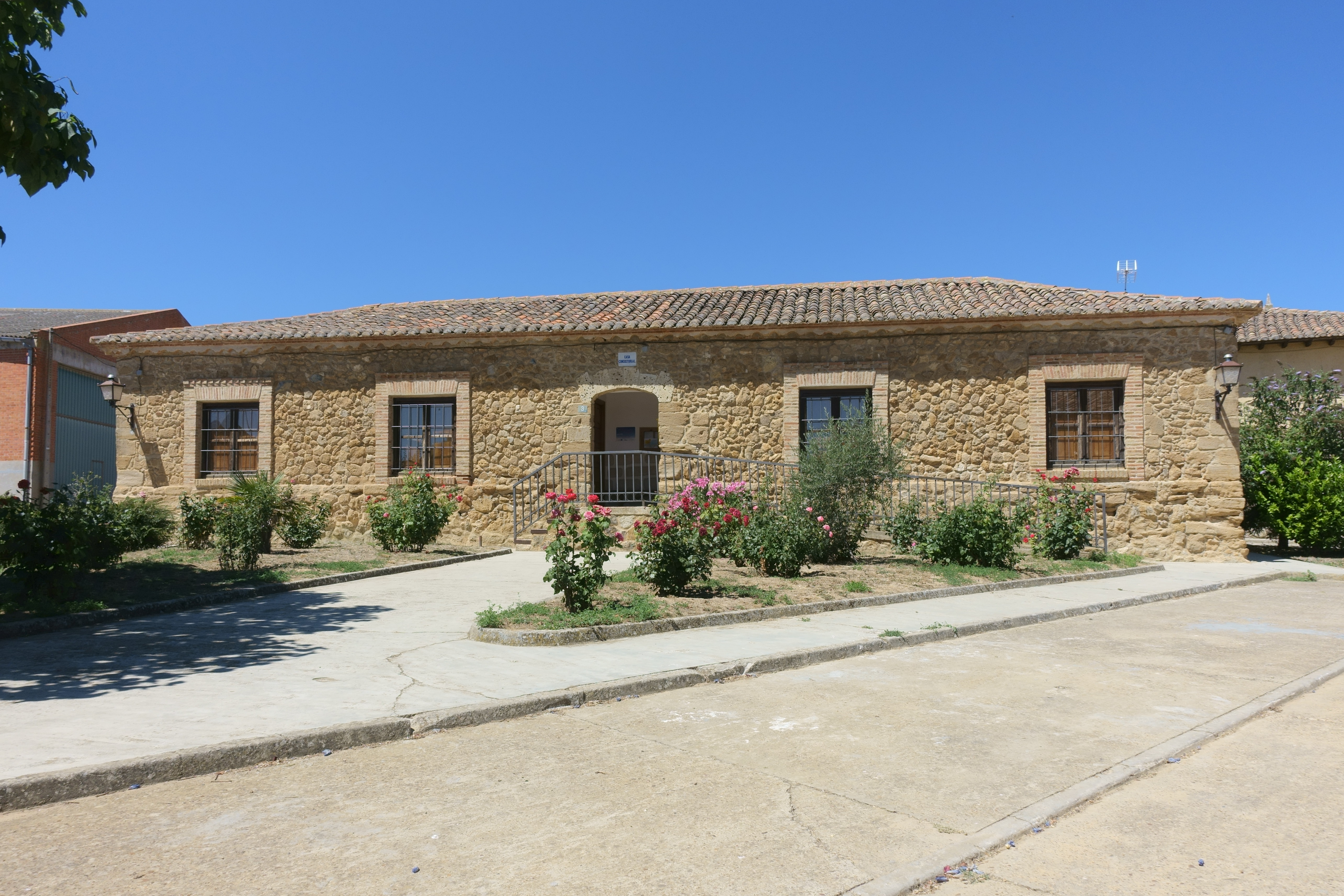
Casa consistorial

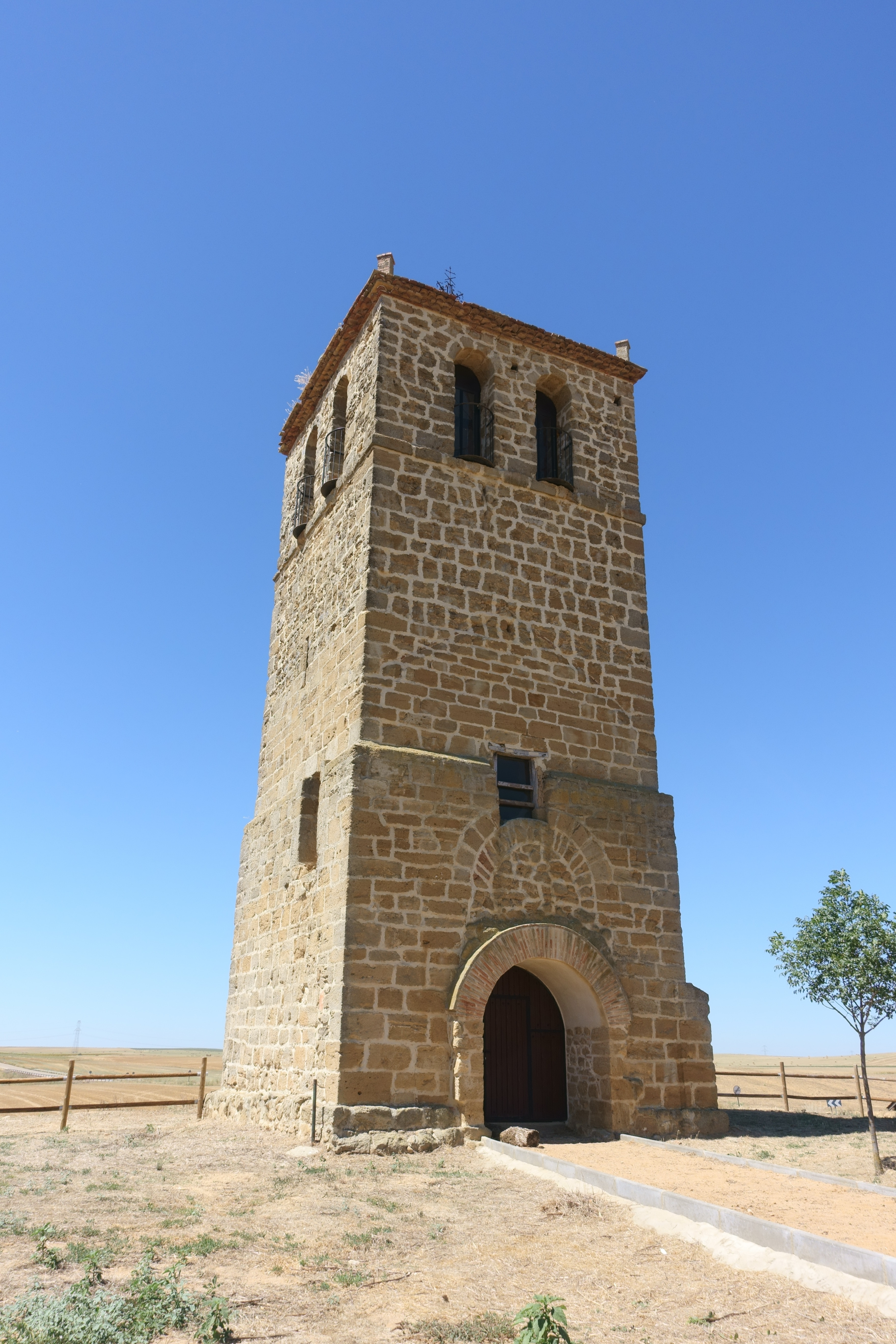
Torre de San Andrés

| Gráfica de evolución demográfica de Villalba de la Loma entre 1842 y 2021                                             |
| |
| Población de derecho según los censos de población del INE. Población de hecho según los censos de población del INE. |

| 61                         | 50 | 47 | 46 | 62 | 59 |
| (Fuente: [cita requerida]) |    |    |    |    |    |